# Иванко I Басараб
Иванко I Басараб (на румънски: Ivanco Basarab I) е прието да се счита за първия владетел на Княжество Влахия. Управлява от 1310/19 до 1352 г.
Около 1324 г. се признава за васал на унгарския крал Карл Роберт, след което се започва война с Унгария и на 12 ноември 1330 г. разбива унгарската армия в битката при Посада. Той става и основател на династията Басараб, първата владетелска династия на Влахия. В ново време от името му, както и от това на основаната от него династия, произлиза названието Бесарабия.

## Произход
Басараб е син на Токомерий (Тихомир, Тотемир), владетел на Влашко от около 1290 до около 1310 г. Някои румънски историци изказват хипотезата, че Тихомир е наследил Бърбат, който се упоменава в грамота на унгарския крал Ласло IV като приемник на Литовой, войвода в Арджеш и на Олтения.
Тюркската или по-скоро куманската етимология на името Басараб(а) (от тюркските езици) се предполага, а не е доказана.

## Влахия през втората половина на XIII век
В средата на XIII век на територията на българската провинция Влашко започват да се формират войводства зависими от българската, а понякога и от унгарската корона. Впоследствие те започват борба за защита на северната граница на България от Кралство Унгария.
Басараб става васал на крал Карл Роберт, който потвърждава с грамота от 26 юни 1324 г. положението му. Повторно, в друга грамота от 18 юни 1325 г., Карл Роберт нарича Басараб „неверен на кралската корона“.
През 1330 г. Иванко Басараб, заедно със синът си Александър и зет си – ловешкия деспот Иван Александър, участва в похода на българския цар Михаил III Шишман срещу Сърбия, завършил с неуспешната битка при Велбъжд. Само няколко месеца след поражението унгарският крал Карл Роберт тръгва на поход срещу българския съюзник Иванко Басараб. Няма съмнение, че двете събития са тясно свързани. Тежкият удар, нанесен на България, не позволява да окаже помощ на Влашкото войводство, но Иванко Басараб успява да се справи с настъпващата унгарска войска. На 9 ноември 1330 г. влашкият владетел устройва засада на унгарците и ги разгромява в битката при Посада.

## Потомство
От съпругата си Маргарита има две деца:
- Теодора Басараб, българска царица и съпруга на Иван Александър
- Никола Александър Басараб († 16 ноември 1364), войвода на Влашко от 1352 до ноември 1364 г., а преди това е съвладетел на баща си Иванко I Басараб